# Anginon verticillatum
Anginon verticillatum là một loài thực vật có hoa trong họ Hoa tán. Loài này được (Sond.) B.L.Burtt mô tả khoa học đầu tiên năm 1991.